# Феодосий (Янковский)
Архиепископ Феодосий (в миру Фёдор Васильевич Янковский, также Янкевич, Иоанковский, Яньковский; 1696 (1698 ?), Вильна — 22 апреля 1750, Санкт-Петербург) — епископ Русской православной церкви, архиепископ Санкт-Петербургский и Шлиссельбургский.

## Биография
Сведений о происхождении Феодосия Янковского не имеется. По-видимому, происходил из дворян. Его фамилия писалась по-разному: Янкевич, Иоанковский, но чаще всего — Янковский.
В 1718 году принял монашество в Виленском Свято-Духовском монастыре и тогда же рукоположен во иеродиакона.
В 1720 году из монастыря отправлен в Киев учиться. Два года жил в Киево-Печерском монастыре и обучался в Киевской духовной академии.
В 1722 году в сане диакона переведён в приписной к Киево-Печерскому монастырю Змиевский Николаевский монастырь Белгородской епархии.
В 1726 году вызван епископом Белгородским Епифанием (Тихорским) и оставлен при нём архидиаконом.
Перед смертью преосвященный Епифаний представлял Феодосия в качестве кандидата на своё место, но Феодосия не назначили на Белгородскую кафедру и лишили звания архидиакона как не полагающегося на Белгородской епархии.
С 1737 года — игумен Ахтырского Свято-Троицкого монастыря Белгородской епархии. Оставил в своём монастыре следы своей попечительности о благоукрашении храмов.
В 1742 году переведён наместником в Троице-Сергиев монастырь.
10 марта 1745 года хиротонисан во епископа Санкт-Петербургского и Шлиссельбургского с возведением в сан архиепископа. При этом он не был назначен членом святейшего синода, что умаляло его власть как правящего архиерея столицы.
Основное внимание преосвященный Феодосий в епархии уделял строительству и благоукрашению храмов и монастырей. Пытался улучшать нравственное состояние клира и паствы, боролся с пьянством. При нем, по указу императрицы Елизаветы, начата постройка Смольного девичьего монастыря в Санкт-Петербурге.
Скончался 22 апреля 1750 года. Погребен в Александро-Невском монастыре в Благовещенской церкви у правого клироса.